# Protection juridique
 (décembre 2018).
La protection juridique et l'assurance de protection juridique sont des contrats, usuellement d’assurance, permettant à un client particulier, professionnel, collectivité ou association de limiter certains coûts légaux et d’être assisté par un juriste afin de défendre ses droits dans le cadre d’un litige qui l’oppose à un tiers.

## Définition
Le client qui détient une protection juridique a traditionnellement accès trois types de prestations :
- Un service d’informations juridiques digitalisées ou par téléphone, en amont de son litige. Il s’agit d’informations juridiques génériques, et non pas de conseil personnalisé, qui relève du monopole des avocats.
- Lorsqu’un litige intervient, l’assuré est accompagné par un juriste qui défend ses droits et recherche à ses côtés une solution au mieux de ses intérêts, autant sur le plan amiable que judiciaire.
- La prise en charge de certains frais de justice, d’après un barème prévu contractuellement. Cela signifie que pour son litige, un client pourrait bénéficier de la prise en charge par son assureur des frais des auxiliaires de justice (honoraires d’avocats, d’huissiers, d’experts judiciaires…).

Le contrat conclu entre le client et l’assureur régit l’application des garanties de protection juridique. Ainsi, il délimite les domaines d’intervention de l’assureur et ses modalités qui peuvent être très différents selon la situation du client. Le contrat prévoit également les exclusions de garanties (par exemple le cas de guerre civile, ou les infractions intentionnelles…), et peut indiquer un délai de carence (ce qui signifie qu’une fois le contrat conclu, son entrée en application s’appliquera après un délai fixé).
Le document contractuel qui reprend toutes ces informations s’appelle conditions générales. Le client se voit également remettre, au moment de sa souscription, des conditions particulières. Ce document mentionne la situation particulière de l’assuré (adresse, date de souscription, formule choisie…). 
La protection juridique permet, moyennant souscription d’un contrat, d’accéder au droit. Jusqu'au 1er janvier 2021 elle ne pouvait pas être cumulée avec l’aide juridictionnelle qui a une mission sociale d’accès au droit[réf. nécessaire].
En 2017, on comptait 22 sociétés d’assurance de protection juridique.

## En France

### Législation
La protection juridique est une branche d'assurance (numéro 17) à part entière depuis son entrée dans le Code des assurances en France en 1976, et par la directive européenne du 22 juin 1987 et l’introduction de cette directive dans la loi française en décembre 1989. Les lois du 16 décembre 1992 et du 19 février 2007 l’ont complétée (loi no 2007-210).

### Souscription
Le contrat de protection juridique peut être souscrit principalement soit de manière autonome, soit en option au sein d'un contrat comme la multirisque habitation, ou automobile.